# Во славу великим!
«Во славу великим!» — третий студийный полноформатный альбом русской группы Аркона, выпущенный в 2005 году. Группа решила отказаться от доминирующего использования синтезированных инструментов в своей музыке, заменив их на живые, и состав музыкантов, участвовавших в записи этого альбома значительно расширился. Были приглашены известный фольк-музыкант Владимир Череповский (Mevent, ex: Воинство Сидов, Ветер Воды, Трио Марио) и участники групп Сварга и Alkonost. Альбом был переиздан 20 октября 2008 года лейблом Vic Records в формате CD.

## Список композиций
1. Интро (Коломыйка) — 1:31
2. Сквозь туман веков — 5:10
3. Русь изначальная — 5:43
4. Во славу великим! — 5:37
5. По сырой земле — 7:39
6. Туман яром — 2:50
7. Зов битвы — 4:08
8. Веды прошлого — 5:21
9. Великдень — 0:56
10. Гнев времён — 5:11
11. На Свароговой дороге — 5:09
12. Выйди, выйди Иванку — 1:12
13. Восстание Рода — 5:27
14. Сила Славных — 5:32

## Участники
Основной состав:
- Маша «Scream» — голос, хоры, скриминг, клавишные, тамбурин, варган, акустическая гитара.
- Сергей «Lazar» — гитара, соло гитара, акустическая гитара, 12-струнная акустическая гитара, хоры, крики, гроулинг.
- Руслан «Kniaz» — бас
- Влад «Артист» — барабаны, перкуссия

Сессионные:
- Владимир Череповский (Mevent, ex: Воинство Сидов, Ветер Воды, Трио Марио) — гайта, din whistle, low din whistle, сопілка, дрымба, просвирелка, окарина, дводенцівка, джоломия.
- Илья «Wolfenhirt» (гр. Сварга) — голос, хоры, крики.
- Игорь «Hurry» (гр. Сварга) — аккордеон.
- Андрей Карасев — скрипка.